# Pentagon (stavba)
Pentagon je pisarniški stavbni kompleks, ki stoji v okrožju Arlington na nasprotnem bregu reke Potomac od ameriške prestolnice Washington, D.C. in služi kot sedež Ministrstva za obrambo Združenih držav Amerike. Kot simbol ameriške vojske se njegovo ime pogosto uporablja kot metonim za obrambno ministrstvo in njegovo vlogo.
Je največja pisarniška stavba na svetu s približno 600.000 m² površin, od česar je 340.000 m² pisarniških prostorov. V njem dela okrog 23.000 vojaških in civilnih uslužbencev ministrstva ter 3.000 članov pomožnega osebja. Ime je dobila po svoji petkotni zgradbi s petimi koncentričnimi trakti, ki imajo pet nadstropij nad zemljo in dve kleti, skupno z več kot 28 km hodnikov. V sredini je 20.000 m² odprte površine s parkom, ki je dobil vzdevek »točka nič« (Ground Zero), pod predpostavko, da bi bilo zaradi strateškega pomena središče kompleksa ena prvih tarč napada v primeru izbruha jedrske vojne.
Kompleks je nastal med drugo svetovno vojno, ko je bilo ministrstvo soočeno z ogromnim prirastom osebja, razpršenega po več lokacijah in zato neučinkovitega. Načrtoval ga je ameriški arhitekt George E. Bergstrom po zamislih generala Brehona Somervella, dela pa je vodil gradbenik John McShain pod nadzorstvom polkovnika Leslieja Grovesa. Pričela so se 11. septembra 1941, že 15. januarja 1943 pa je bila stavba predana v uporabo. 11. septembra 2001, natanko 60 let po začetku gradnje, je bil tarča terorističnega napada, v katerem je ugrabljeno potniško letalo na letu 77 družbe American Airlines trčilo v zahodni del, pri čemer je umrlo 189 ljudi (59 žrtev in pet teroristov na letalu ter 125 žrtev v zgradbi, katere zunanji obroč se je na tem mestu delno porušil). To je bil prvi pomembnejši tuji napad na kakšno ameriško vladno poslopje po britanskem požigu Washingtona med vojno leta 1812.
Pentagon je vpisan v ameriški Nacionalni register zgodovinskih krajev kot Nacionalni zgodovinski objekt.